# هزینه فرصت
در علم اقتصاد اگر یک فرد یا یک بنگاه، از میان چندین انتخاب متفاوت یکی را برگزیند، هزینهٔ فرصت این فرد یا بنگاه، معادل است با هزینه مرتبط با بهترین انتخاب ممکن از بین سایر انتخاب‌های باقی‌مانده که از آن صرف نظر شده‌است (میان انتخاب‌های متعدد، یک فرد یا یک بنگاه اقتصادی، باید یکی را بگیرد و مابقی را رها کند (هزینه-فایده) کند، چون هم وقت کمیت محدود است هم پول و سرمایه).
هزینه فرصت = هزینه‌های آشکار  + هزینه‌های ناآشکار(ضمنی)
در اقتصاد مهمترین عاملی که به تصمیمات اقتصادی معنا می بخشد هزینه فرصت انجام یا عدم انجام آن است.
البته بیشتر اوقات در اقتصاد هزینهٔ فرصت در پروژه‌های اقتصادی و تولید مطرح می‌گردد و هدف اصلی از طرح آن نیز بررسی تخصیص بهینه منابع موجود است. مفهوم هزینهٔ فرصت نقش مهمی را در تضمین اینکه منابع کمیاب به صورت کارا مورد استفاده قرار گرفته‌اند یا نه، بازی می‌کند؛ بنابراین محدود به هزینه‌های پولی یا مالی نمی‌شود و هر چیزی که دارای ارزش باشد و از آن صرف نظر شده باشد، می‌تواند به عنوان هزینهٔ فرصت تلقی شود. از آن جمله می‌توان به هزینهٔ واقعی(نه هزینه اسمی) محصول صرف نظر شده، زمان، لذت، کارایی و عملکرد مورد نیاز، وابستگی به دیگر کارها یا کالاها و تولیدات از دست رفته اشاره کرد.
به عبارت ساده، اگر فرض کنیم بر دو چیز برچسب قیمتی مشخصی درج شده است، هزینه هر کدام از آنها معادل قیمتی است که باید برای هر کدام انجام شود. اگر آن دو چیز دو فرصت باشند، برچسب قیمتی هر یک از آنها معادل هزینه ای است که برای هر کدام از فرصتها باید پرداخت شود. پس هزینه هر فرصت عدد ثابتی است که مشابه برچسب قیمتی بر هر فرصت است. به صورت قراردادی (تاریخی)، هزینه فرصت به بالاترین هزینه انتخاب عینی و ممکن و اندازه گیری پذیر گفته می شود. پس اگر برای یک انتخابمان دو فرصت داشته باشیم که یکی 1000 واحد و دیگری 1200 واحد ارزش واقعی داشته باشند، هزینه فرصت (آن انتخاب) 1200 واحد است و فرصت گرانتر هزینه فرصت است.
توجه داشته باشید، در ادبیات اقتصادی فارسی‌زبان، به نوآوری یکی از استادان شهیر دانشکده اقتصاد دانشگاه شهید بهشتی، در کتاب اقتصاد خرد 1 ایشان اولین بار عبارت هزینه فرصت از دست رفته مطرح شده‌است که با تعاریف مرجع جهانی تفاوت دارد و مفومی بی‌سابقه و جدید است. (در مثال بیان شد) اگر شما انتخابی کنید که معادل هزینه فرصت نباشد (مثلا انتخاب فرصت با ارزش واقعی 1000 واحدی) به فاصله ارزش انتخاب شما با هزینه فرصت (ارزش واقعی بالاترین انتخاب فرصت = 1200 واحد) هزینه فرصت از دست رفته می گویند (200 واحد). چنین اندازه گیری ای در ادبیات رایج جهانی معمول نمی باشد در حالی که در ادبیات اقتصادی فارسی زبان غالب است.
عینی بودن هزینه یک فرصت منوط به زمان انتخاب و ادراک فرد از آن است. برای مثال درصورتی که ارزش یک فرصت طی زمان تغییر کند در هزینه فرصت آن در لحظه انتخاب اثرگذار نیست و هزینه فرصت جدید مربوط به همان لحظه جدید است. همچنین ارزش گذاری که خود ناشی از ادراک فرد از یک پدیده ارزش دار است خود نیز به قدرت ادراک فرد مربوط است، پس طبق برخی مباحث هزینه فرصت نه تنها از زمان به زمان بلکه از فرد به فرد می تواند متغیر باشد. برای نمونه اگر فردی سهامی/کالایی را به عنوان ارزشمندترین در زمان انتظاری فروش شناسایی کرد و آن را خرید، ولی در لحظه انتظاری فروش (سررسید) قیمت آن چیز بالاترین ممکن نبود، هزینه فرصت سرمایه گذاری در لحظه انتخاب تغییر نمی کند. در ادبیات ارزیابی پروژه های اقتصادی نیز هزینه فرصت سرمایه را بهترین نرخ تنزیلی می دانیم که براي تخمین اقتصادي ارزش فعلی خالص یک پروژه مشخص به کار می رود.
به علت چنین پیچیدگی هایی در مورد رابطه بین مباحث مطلوبیت و رجحان در انتخاب با هزینه فرصت بیش از 2 قرن مجادله و مباحثه علمی وجود داشته است.
باید توجه داشت عینی بودن مفهوم هزینه فرصت به این نیز اشاره دارد که باید فرصت قابل تحقق باشد. بالاترین ارزش دریافتی فرد از کارش در یک رویداد تعیین کننده هزینه فرصت مابقی رویدادهای زندگی او نیست. برای مثال اگر پزشکی در زمانی که مراجع ندارد با تقاضا مواجه نیست تا ارزش زمان او را محقق کند، پس اگر در زمان عدم وجود مراجع اقدام به کار دیگری کند، هزینه فرصت او با پرداختی ناشی از ویزیت مراجع تعیین نمی شود.
مثال دقیقتر، فرض کنیم پزشکی در هر 15 دقیقه یک بیمار را معاینه می کند. اگر در طی ساعات کاری که طبق معمول در مطب حضور دارد 15 دقیقه خالی بیابد و یک وعده غذای سبک درست کند که ارزش آن از نرخ ویزیت بیمار در 15 دقیقه کمتر باشد، هزینه فرصت او معادل هزینه ویزیت بیمار در آن 15 دقیقه نیست. پس باید عرضه و تقاضا در هر لحظه وجود داشته باشند تا بتوان هزینه فرصتی تعریف کرد. به همین تناسب، اگر فردی یک روز در عمر خود موفق به انجام کار بسیار ارزشمندی شده است که به صورت عادی قابل تکرار نیست، از آن پس هزینه فرصت تمام روزهای عمر او معادل ارزش آن کار بسیار ارزشمند نیست. بلکه همواره در لحظه ارزشمندترین عمل ممکن و تحقق پذیر تعیین کننده هزینه فرصت آن واحد زمانی است. لازم به ذکر است، به علت "قانون اعداد بزرگ" چنین حساسیتهای محاسباتی در محاسبات مرتبط بااقتصاد کلان موضوعیت ندارد.

## عبارات معادل
در معادل عبارت هزینه فرصت عباراتی چون هزینه جانشینی، هزینه جایگزین، هزینه بدیل، هزینه متقابل، هزینه اقتصادی، قیمت سایه ای، هزینه سایه ای نیز در فارسی آمده‌اند.

## مثال‌هایی برای هزینهٔ فرصت از دست رفته
- هزینه فرصت از دست رفته = عایدی سودآورترین انتخاب منهای عایدی انتخاب انجام شده

و یا = بازدهی درصدی طرح سودده تر - بازدهی درصدی طرح منتخب شما (فقط در صورتی که آورده‌های اولیه _یا همان سرمایه‌گذاری اولیه_ هر دو طرح برابر باشند این راه قابل استفاده است)
مثال۱) اگر در بین چند طرح اقتصادی شما طرحی با ۱۰٪ نرخ بازگشت انتخاب کرده‌اید و سودآورترین طرح ۱۲٪ عایدی داشته، هزینه فرصت از دست رفته شما ۲٪ است.
مثال۲) شما بین خرید یک دستگاه پخش‌کننده صوتی ۱۰۰۰ دلاری سونی و یک دستگاه ۷۰۰دلاری پایونیر با امکانات مشابه مرددید. در صورت انتخاب پایونیر شما ۳۰۰ دلار سود می‌کنید اگر مقدار ۳۰۰$ به صورت نقدی در اختیار شما باشد. پس با انتخاب سونی هزینه فرصت از دست رفته شما ۳۰۰$ است.
مثال۳) گاهی ممکن است هزینه فرصت با مقادیر قیمتی روی کالا مطابقت نداشته باشد. چرا که هزینه فرصت یک مفهوم ذهنی-عینی است. ذهنی بودن با مطلوبیت شخصی شما به‌دست می‌آید. اما وقتی ذهنا اقدام به مقایسه می‌کنید باید یک چیز عینی وجود داشته باشد تا مغز انتخاب شما را با آن شاخص بندی ذهنی و مقایسه کند. پس در عین حال عینی نیز هست. اما مبدع عبارت هزینه فرصت، فون ویزر، معتقد است ارزش چیزهای عینی شاخص هم در ذهن شما شکل می‌گیرد پس هزینه فرصت نهایتاً ذهنی است. (مطالعه کنید مقاله سایت The Institute of Economic Thinking با کلیدواژه Opportunity Cost) برای مثال ممکن است مطلوبیت به دست آمده شما از خرید یک پردازنده کامپیوتری اینتل همواره بیشتر از هم قیمتهای قویتر آن از برند AMD باشد. پس شما همیشه اینتل را انتخاب کنید در حالی که قدرت پردازنده‌های AMD بیشتر است. و مثلاً یک کودک ۱ ساله بدون توجه به قیمت و عایدی بین خودروی بنز و شکلات، شکلات را انتخاب کند.
مثال۴) گاهی به صورت کالایی گزینه دارید. برای مثال در نمایشگاه کتاب بین خرید کتاب کنکور انتشارات پارسه با قیمت ۴۰ هزار تومن و کتاب مدرسان شریف با قیمت ۵۰ هزار تومان واقعاً مرددید. بن کتاب شما به شما اجازه می‌دهد فقط یک کتاب با هر قیمتی ماکسیمم با ۵۰ هزار تومان انتخاب کنید. اما فروشنده در صورت انتخاب کتاب پارسه به شما یک کتاب فرمول، بدون قیمت مشخص به شما هدیه می‌دهد. حال اگر کتاب مدرسان شریف را انتخاب کنید هزینه فرصت از دست رفته شما معادل کتاب فرمول یا ارزش آن است که در اینجا ارزش مشخص نیست.
مثال۵) گاهی ممکن است در مثال سونی/پایونیر شما روی سونی تعصب داشته باشید و عایدی مطلوبیت آن برای شما بیشتر از پایونیر باشد. اما در صورتی که فروشنده به شما بگوید با جای ۳۰۰ دلار اضافه تر پرداخت کردن بابت سونی می‌توانید کلی CD بخرید. در اینجا ممکن است شما از پیشنهاد پایونیر + کلی CD مطلوبیت بیشتری کسب کنید و انتخاب شما این گزینه باشد.
توجه کنید هزینه نهایی مکتب مارجینالیستها = هزینه‌های آشکار + هزینه فرصت در کتب قیمت سایه ای با هزینه فرصت معادل گرفته شده‌اند؛ یعنی قیمت سایه ای هزینه فرصتی است که برای جامعه در قبال تولید یک کالا که ارزش آن قابل اندازه‌گیری نیست یا قیمت تعیین شده برای آن از زحمتی و از خودگذشتگی که برای تهیه آن می‌شود متناسب نیست.
دقت کنید هزینه فرصت از دست رفته به هیچ وجه جمع عایدی‌های ممکن نیست بلکه تفریق انتخاب شما از بیشترین است. همچنین دقت کنید هزینه فرصت به هیچ وجه جمع عایدی‌های ممکن نیست بلکه صرفا معادل ارزشمندترین انتخاب قابل تحقق و عینی در لحظه است.

(برای فهم بیشتر مقاله Opportunity Cost Neglect را مطالعه کنید)

## طبقه‌بندی هزینه‌ها با دیدگاه نقدی یا غیرنقدی بودن آن‌ها
هزینهٔ ضمنی (Implicit Costs): اگر هزینه‌ای که بنگاه متحمل می‌شود به صورت پرداخت غیر نقدی باشد، به آن هزینهٔ ضمنی گفته می‌شود.
هزینهٔ آشکار (Explicit Costs): اگر هزینه‌ای که بنگاه متحمل می‌شود به صورت نقدی باشد، به آن هزینهٔ واضح گفته می‌شود.
تمایز بین هزینه‌های ضمنی و آشکار، یک تفاوت کلیدی در چگونگی آنالیز یک فعالیت توسط یک اقتصاددان و یک حسابدار را آشکار می‌سازد. اقتصاددانان علاقه‌مند به مطالعهٔ این موضوع هستند که بنگاه‌ها، چگونه تولید کرده و چگونه در مورد تعیین قیمت محصول خود تصمیم‌گیری می‌کنند. از آنجائیکه این تصمیم‌گیری‌ها بر پایه هزینه‌های واضح و ضمنی می‌باشند، لذا اقتصاددانان به هنگام اندازه‌گیری هزینه‌های یک بنگاه، هر دو نوعِ این هزینه‌ها را در نظر می‌گیرند. در نقطه مقابل، حسابداران وظیفه کنترل جریان ورود و خروج پول نقد به بنگاه‌ها را بر عهده دارند و در نتیجه آن‌ها فقط هزینه‌های واضح را در نظر می‌گیرند. برای روشن شدن این مطلب به مثال‌های زیر توجه کنید:
- شخصی را در نظر بگیرید که صاحب یک رستوران می‌باشد. این شخص مسلط به کار با رایانه بوده و در صورتی که به عنوان یک برنامه‌نویس فعالیت کند، می‌تواند به ازای هر ساعت کار درآمدی معادل با ۵۰۰۰ تومان کسب نماید. حال اگر این شخص به جای کار کردن به عنوان یک برنامه‌نویس، در رستورانش مشغول به کار شود، حسابدار این رستوران این ۵۰۰۰ تومان در ساعت را به عنوان هزینهٔ تهیهٔ غذا در نظر نخواهد گرفت.

در واقع اینجا، هزینهٔ از دست دادن ۵۰۰۰ تومان در ساعت در عوض یک ساعت کار کردن در رستوران، یک هزینهٔ ضمنی می‌باشد. در واقع اگر شخص در رستوران کار کند، هیچ ۵۰۰۰ تومانی را پرداخت نخواهد کرد.
اما یک اقتصاددان این ۵۰۰۰ تومان که از آن صرف نظر شده‌است را هم جزء هزینه‌ها در نظر می‌گیرد، چرا که این ۵۰۰۰ تومان در ساعت هم بر روی تصمیم‌گیری شخص در مورد فعالیت رستورانش تأثیرگذار خواهد بود. برای مثال اگر این میزان دستمزد، از ۵۰۰۰ تومان به ۱۵۰۰۰ تومان در ساعت افزایش پیدا کند، ممکن است شخص به این نتیجه برسد که رستوران خود را تعطیل کرده و به عنوان یک برنامه‌نویس تمام وقت شروع به فعالیت کند.
- یک هزینهٔ ضمنی بسیاری از فعالیت‌ها، هزینهٔ فرصت سرمایه مالی ای است که در آن فعالیت سرمایه‌گذاری شده‌است. برای مثال فرض کنید که شخصی ۱۰۰٬۰۰۰٬۰۰۰ تومان از پس‌اندازش را صرف خرید یک سوپر مارکت کرده‌است. اگر این شخص به جای خرید سوپر مارکت، پولش را در حساب بانکی اش قرار می‌داد و از نرخ سود سالیانهٔ ۱۵ درصد بهره‌مند می‌شد، آنگاه به ازای هر سال، سودی معادل با ۱۵٬۰۰۰٬۰۰۰ تومان به‌دست می‌آورد؛ بنابراین این شخص با خرید این سوپر مارکت، از این ۱۵٬۰۰۰٬۰۰۰ تومان صرف نظر کرده‌است. در واقع این ۱۵٬۰۰۰٬۰۰۰ تومان یکی از هزینه‌های ضمنی این شخص برای خرید سوپرمارکت است.